# Lectoure
Lectoure – miejscowość i gmina we Francji, w regionie Oksytania, w departamencie Gers.
Według danych na rok 1990 gminę zamieszkiwały 4034 osoby, a gęstość zaludnienia wynosiła 47 osób/km² (wśród 3020 gmin regionu Midi-Pireneje Lectoure plasuje się na 76. miejscu pod względem liczby ludności, natomiast pod względem powierzchni na miejscu 32.).